# Nora Gordon
Nora Gordon (29 novembre 1893, 11 mai 1970) est une actrice britannique.

## Filmographie partielle
- 1941 : Old Mother Riley's Circus
- 1941 : Danny Boy
- 1947 : Journey Ahead
- 1951 : Night Was Our Friend de Michael Anderson
- 1951 : Blackmailed de Marc Allégret
- 1951 : L'enquête est close de Jacques Tourneur
- 1953 : Murder at 3am
- 1954 : Murder by Proxy de Terence Fisher
- 1955 : Un mari presque fidèle (The Constant Husband)
- 1957 : La Femme en robe de chambre (Woman in a Dressing Gown)
- 1959 : Crimes au musée des horreurs d'Arthur Crabtree
- 1962 : The Piper's Tune
- 1962 : Twice Round the Daffodils
- 1964 : Carry On Spying
- 1965 : Confession à un cadavre (The Nanny) de Seth Holt